# Mīānkī
Mīānkī (persiska: ميانكی) är en ort i Iran.   Den ligger i provinsen Mazandaran, i den norra delen av landet, 110 km norr om huvudstaden Teheran. Mīānkī ligger 7 meter över havet och antalet invånare är 303.
Terrängen runt Mīānkī är varierad. Runt Mīānkī är det ganska tätbefolkat, med 80 invånare per kvadratkilometer. Närmaste större samhälle är Chālūs, 11,6 km öster om Mīānkī. Trakten runt Mīānkī består till största delen av jordbruksmark.